# Parallelodon
Parallelodon is een geslacht van uitgestorven tweekleppigen, dat leefde van het Devoon tot het Tertiair.

## Beschrijving
Deze tweekleppige had een hoekige, langgerekte vorm met concentrische groeistrepen en een lange, rechte slotrand. De lengte van de schelp bedroeg circa drie centimeter.

## Soorten
- P. anaklastum † Winters 1963
- P. beyrichii † Strombeck 1849
- P. bimodoliratus † Dickins 1963
- P. brenensis † Reed 1932
- P. cancellosus † Mather 1915
- P. capillatus † Waterhouse 1987
- P. comptus † Gemmellaro 1896
- P. corbina † Waagen 1881
- P. datianensis † Li & Ding 1982
- P. desioi † Fantini Sestini 1965
- P. dickinsi † Waterhouse 1980
- P. hirsonensis † d'Archiac 1843
- P. hubeiensis † Zhang 1977
- P. interrupta † de Koninck 1898
- P. kingiana † de Verneuil 1845
- P. laochangensis † Feng et al. 1992
- P. latisinuatus † Gemmellaro 1896
- P. lianyuanensis † Zhang 1977
- P. licharewi † Maslennikov 1935
- P. longus † Maslennikov 1935
- P. minima † Worthen 1884
- P. multilamellatus † Gemmellaro 1896
- P. multistriatus † Girty 1908
- P. obsoletus † Meek 1871
- P. rectangulus † Mansuy 1914
- P. respectus † Reed 1944
- P. rudis † Sowerby 1824
- P. rugosus † Buckman 1845
- P. striatus † von Schlotheim 1816
- P. subarguta † de Koninck 1877
- P. subtilistriatus † Warner 1922
- P. tenuistriatus † Meek & Worthen 1866
- P. theodorensis † Waterhouse 1987
- P. trimuensis † Reed 1944
- P. uralicus † Muromtseva 1984
- P. whitei † Gemmellaro 1896
- P. xijinwulanensis † Sha 1995